# Evolve (EP)
Evolve é o segundo EP da banda de deathcore americana, Chelsea Grin, lançado em 19 de junho de 2012 pela gravadora Artery Recordings. Ele é o primeiro lançamento da banda com o guitarrista Jason Richardson ocupando guitarra desde sua partida de Born of Osiris ea última lançamento sem Andrew Carlston na bateria. Evolve foi mixado por Jason Suecof e foi projetado pelo famoso produtor de metal da banda "Dååth" o guitarrista, Eyal Levi. Em 9 de maio de 2012, Artery Recordings liberou uma música em streaming "Lilith".

## Lista da trilha
| Edição padrão  |                         |         |  |
| N.º            | Título                  | Duração |  |
| 1.             | "The Second Coming"     | 4:40    |  |
| 2.             | "Lilith"                | 4:00    |  |
| 3.             | "S.H.O.T"               | 3:23    |  |
| 4.             | "Confession"            | 3:29    |  |
| 5.             | "Don't Ask, Don't Tell" | 5:21    |  |
| Duração total: | Duração total:          | 20:53   |  |

| Faixas bônus formato CD |                               |         |  |
| N.º                     | Título                        | Duração |  |
| 6.                      | "The Human Condition (Remix)" | 4:05    |  |
| Duração total:          | Duração total:                | 24:58   |  |

## Créditos
Chelsea Grin
- Andrew Carlston - bateria
- David Flinn - baixo
- Jacob Harmond - guitarras
- Dan Jones - guitarras
- Alex Koehler - vocal
- Jason Richardson - guitarra

Produção
- Engenharia por Eyal Levi
- Mixagem por Jason Suecof
- Rastreamento por Buckett